# فینال جام حذفی فوتبال ایتالیا ۲۰۰۰
فینال جام حذفی فوتبال ایتالیا ۲۰۰۰ پنجاه و سومین فصل از رقابت‌های کوپا ایتالیا بود. این مسابقه بین لاتزیو و اینتر میلان برگزار شد. در نهایت این باشگاه فوتبال لاتزیو بود که برای سومین بار قهرمان کوپا ایتالیا شد.